# Síndrome de macrocefalia-malformación capilar
El síndrome de macrocefalia-malformación capilar, también conocido por las siglas M-MC es una rara enfermedad genética que provoca alteraciones que afectan a varios órganos, destacando la macrocefalia (circunferencia occipitofrontal [COF] mayor o igual a 3 DE por encima de la media).

## Historia y nomenclatura
La primera descripción fue realizada en el año 1997 y se designó como macrocefalia-cutis marmorata telangiectasia congénita o M-CMTC iniciales del inglés Macrocephaly-Cutis Marmorata Telangiectasia Congénita. En 2007 se propuso la denominación de macrocefalia-malformacion capilar (M-CM), por describir con más exactitud los síntomas clínicos. En 2012 se propuso como nuevo nombre macrocefalia-malformación capilar-polimicrogiria o MCAP, iniciales de Megalencephaly-Capillary Malformation-Polymicrogyria. Como resultado de todos estos cambios y propuestas, diferentes artículos y revistas médicas designan a la enfermedad con nombres no uniformes, provocando cierto grado de confusión terminológica.

## Epidemiología
La prevalencia es inferior a los 5 casos por 10 000 habitantes, hasta el año 2012 solo se habían descrito 150 casos en todo el mundo, por lo que se clasifica como enfermedad rara. 

## Síntomas
Los síntomas principales consisten en macrocefalia, malformaciones faciales como dolicocefalia, alteraciones de los vasos capilares que se manifiestan en la piel del tronco y extremidades como zonas de pigmentación rojiza, sobrecrecimiento y asimetrías corporales, deficiencia mental y del desarrollo. hidrocefalia, malformaciones cerebrales y alteraciones morfológicas de los dedos entre las que sobresale la sindactilia.

## Complicaciones
Al igual que ocurre con otros síndromes en los que existe sobrecrecimiento, los niños afectados por el síndrome de macrocefalia-malformación capilar, tienen un riesgo superior a la media de presentar tumores malignos. Se han descrito casos de tumor de Wilms, meningioma, leucemia y retinoblastoma.